# Harry J. Davenport
Harry James Davenport (* 22. August 1902 in Wilmerding, Allegheny County, Pennsylvania; † 19. Dezember 1977 in Millvale, Pennsylvania) war ein US-amerikanischer Politiker. Zwischen 1949 und 1951 vertrat er den Bundesstaat Pennsylvania im US-Repräsentantenhaus.

## Werdegang
Harry Davenport besuchte die St. Peter’s Parochial School und die McKeesport High School. Danach war er als Zeitungsverleger tätig. Gleichzeitig schlug er als Mitglied der Demokratischen Partei eine politische Laufbahn ein. 1946 strebte er noch erfolglos die Nominierung seiner Partei für die Kongresswahlen an. Bei den Wahlen des Jahres 1948 wurde er dann aber im 29. Wahlbezirk von Pennsylvania in das US-Repräsentantenhaus in Washington, D.C. gewählt, wo er am 3. Januar 1949 die Nachfolge des Republikaners John McDowell antrat. Da er im Jahr 1950 nicht bestätigt wurde, konnte er bis zum 3. Januar 1951 nur eine Legislaturperiode im Kongress absolvieren. Diese war von den Ereignissen des Kalten Krieges geprägt.
Nach dem Ende seiner Zeit im US-Repräsentantenhaus arbeitete Harry Davenport als Lektor und Buchverkäufer. Im Jahr 1960 bewarb er sich noch einmal erfolglos um die Nominierung seiner Partei für die Kongresswahlen. Er starb am 19. Dezember 1977 in seinem letzten Wohnort Millvale und wurde in North Versailles beigesetzt.